# Боротьба з пліснявою та її профілактика (бібліотека та архів)

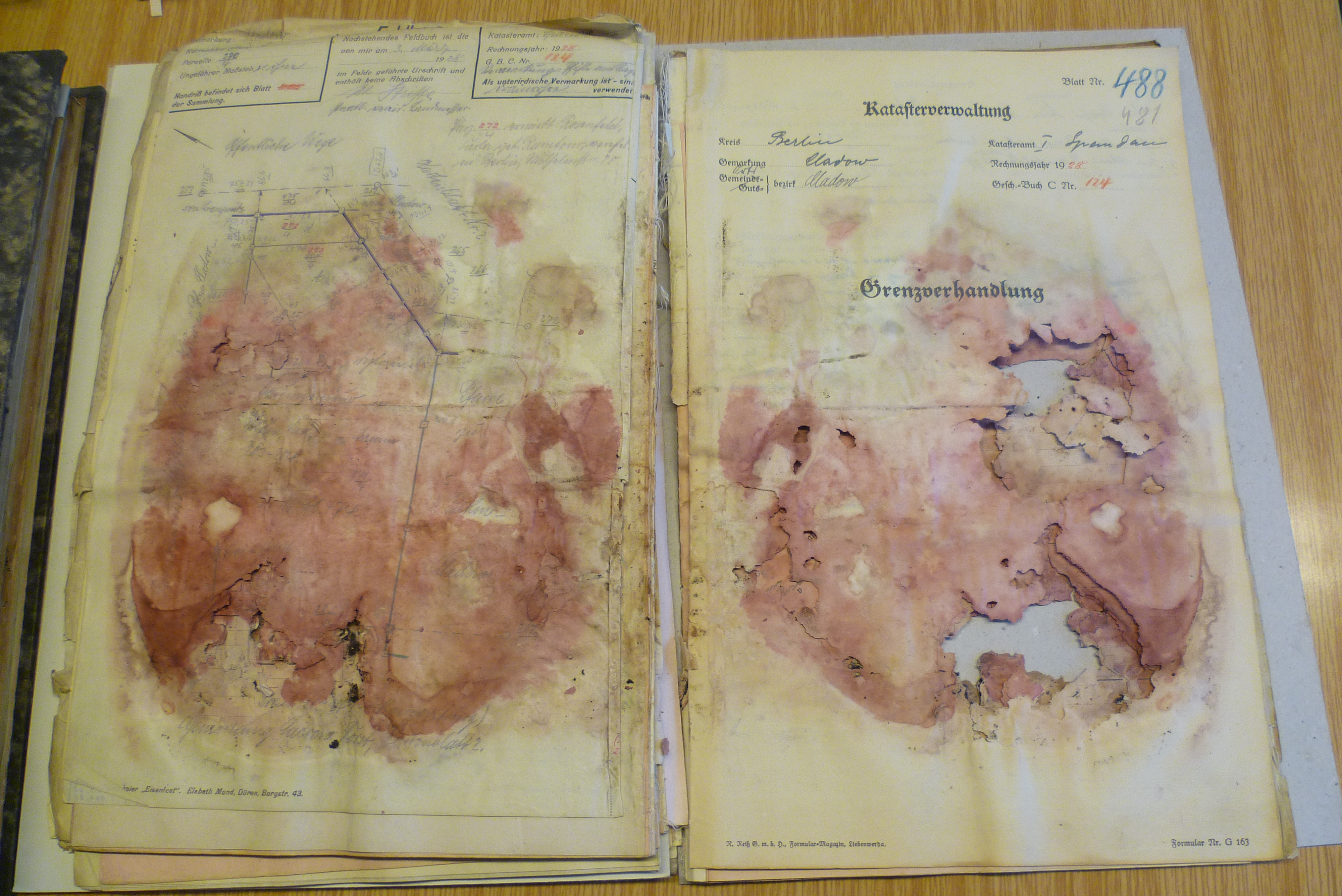
Приклад пошкодження цвіллю

Боротьба з пліснявою та її профілактика — консерваційна діяльність, яка виконується в бібліотеках і архівах для захисту книг, документів та інших матеріалів від псування, викликаного зростанням плісняви. Профілактика плісняви складається з різних методів, таких як хімічна обробка, ретельний контроль навколишнього середовища та ручне очищення. Фахівці з консервації використовують один або комбінацію цих методів для боротьби зі спорами плісняви в бібліотечних та архівних фондах.
Через живучість плісняви та її потенційну здатність пошкоджувати бібліотечні колекції, профілактика плісняви стала важливим напрямком діяльності бібліотекарів, які займаються збереженням фондів. Хоча пліснява природно присутня як у приміщенні, так і зовні, за певних обставин вона може активізуватися після перебування у стані спокою. Зростання цвілі реагує на підвищену вологість, високу вологість і теплі температури. Бібліотечні фонди особливо вразливі до плісняви, оскільки вона розмножується на органічних матеріалах на основі целюлози, таких як папір, дерево і текстиль з натуральних волокон. Зміна вологості в атмосфері може призвести до зростання цвілі і непоправної шкоди бібліотечним фондам.

## Пліснява
Пліснява — це загальний термін для позначення певного виду грибків. Оскільки існує дуже багато видів плісняви, її зовнішній вигляд відрізняється за кольором і характером росту. Загалом активна пліснява має затхлий запах і виглядає нечіткою, слизовою або вологою. Неактивна пліснява виглядає сухою та порошкоподібною.
Пліснява розмножується через спори, які завжди присутні в навколишньому середовищі. Спори плісняви можуть потрапити на об'єкт механічними інструментами або циркуляцією повітря. Коли спори прикріплюються до іншого організму і середовище сприятливе, вони починають проростати. Пліснява утворює грибницю, яка за формою росту нагадує павутину. Грибниця дозволяє плісняві отримувати їжу та поживні речовини через господаря. Грибниця неминуче утворює спорові мішечки і випускає нові спори в повітря. Згодом спори потрапляють на новий матеріал, і цикл розмноження починається знову.
Ідентифікація плісняви може бути складним завданням, оскільки деякі її види нагадують пил, бруд або павутиння. Крім того, плями, спричинені пліснявою, можна сплутати з пошкодженнями, спричиненими водою. Ультрафіолетове світло і збільшення — два інструменти, які допоможуть виявити плісняву в бібліотечних та архівних фондах.
Погана циркуляція повітря, вологість, високі температури та вологість навколишнього середовища є основними причинами спалахів плісняви в бібліотечних та архівних фондах. При температурі вище 70 °F (21 °C) і відносна вологість вище 55 %, починає розвиватися пліснява. Колекції, які зберігаються в підвалах або в середовищах з неконтрольованою температурою та вологістю, швидше за все, будуть уражені спалахом плісняви.
Пліснява є небезпечним бібліотечним шкідником через шкоду, яку вона завдає колекціям. Пліснява росте на папері та книгах; ці об'єкти забезпечують гриби джерелом живлення, а саме цукром і крохмалем, присутніми в целюлозних матеріалах. Пліснява харчується тканиною, шкірою, клеями, адгезивами, целюлозним крохмалем і крохмалем у проклейці. Часто плісняву помічають на палітурках задовго до того, як вона з'явиться на текстових блоках. Живлячись на книгах, пліснява може призвести до того, що папір стане тонким, м'яким або губчастим. Зображення та декоративні елементи можуть бути повністю знищені або, як мінімум, заплямовані.

## Вплив на матеріали
Коли книга або папір запліснявіє, щоб вижити грибки перетравлюють джерело їжі, папір і тканину (наприклад, обкладинки та палітурки). Цей процес з часом залишає плями та знищує книги, папери та інші бібліотечні колекції. Під час свого росту пліснява виробляє лимонну, глюконову, щавлеву або інші органічні кислоти, які можуть пошкодити папір, шкіру, тканину тощо. Вони також іноді утворюють кольорові тіла, що призводить до плям, які важко видалити. Пліснява буде рости безперервно, доки джерело їжі не буде вичерпане, що означає, що бібліотечна чи архівна колекція може бути повністю знищена. Якщо не лікувати кожну спору плісняви, проблема просто повернеться. Стійкий характер плісняви ускладнює лікування та робить профілактику ще більш необхідною.

## Профілактика

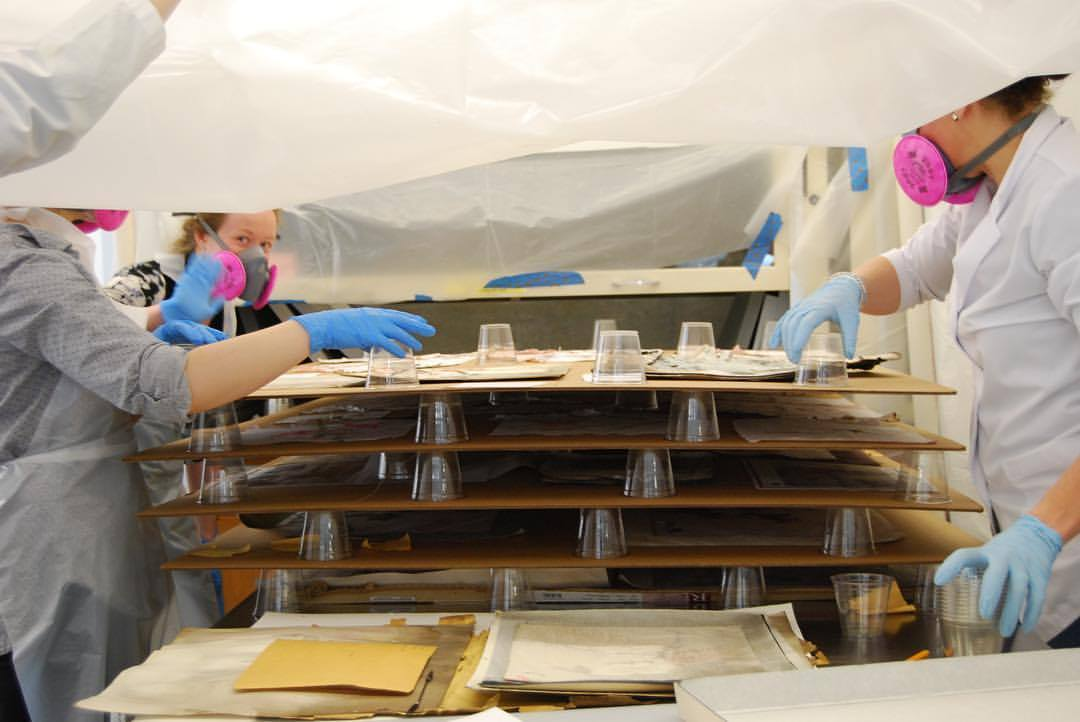
Працівники консерваторів сушать пошкоджені пліснявою матеріали

Єдиний спосіб контролювати плісняву — це змінити умови, сприятливі для її розвитку. Загальноприйнятим порогом для росту плісняви є близько 15 % вологості, оскільки основною причиною появи цвілі є надлишок води. Надлишок води може з'являтися з рідкої води, внаслідок протікання, або водяної пари, внаслідок високої відносної вологості через неправильне зберігання, несправні зволожувачі або несправності систем опалення, вентиляції та кондиціонування повітря. Хоча більшість досліджень показують, що ріст грибків найбільш поширений в умовах, коли відносна вологість вище 60 %, рівень вологості нижче цього порогу сам по собі не запобігає росту плісняви, враховуючи той факт, що сприятливе середовище для проростання варіюється від виду до виду.

### Екологічний контроль
Багато бібліотек та архівів контролюють атмосферу в будівлі за допомогою систем опалення, вентиляція та кондиціювання повітря. Ці вбудовані системи вентиляції допомагають боротися з утворенням цвілі, яка виникає внаслідок рівня відносної вологості вище 65 % і температури вище 70 °F (21 °C), а також погана циркуляція повітря. Правильне використання та моніторинг систем опалення, вентиляції та кондиціонування може допомогти запобігти проблемам з пліснявою ще до їх виникнення. Вентиляція повітря видаляє наявні спори плісняви з повітря та підтримує атмосферу відносно сухою та прохолодною. Ефективні системи опалення, вентиляції, вентиляції та кондиціонування мають гарний дизайн системи та здатність забезпечувати контроль навколишнього середовища всієї території будівлі. Належне технічне обслуговування обладнання також знижує ймовірність виникнення проблем через збої системи. У 70 °F (21 °C) і відносної вологості 50 %, рівноважний вміст вологи в навколишньому середовищі становитиме 9,2 %, достатньо низький, щоб запобігти розвитку плісняви. Однак необхідний належний потік повітря та повітрообмін для ефективного руйнування прикордонних шарів повітря навколо вмісту приміщення, що може мати високий рівень водяної пари в навколишньому сухому повітрі та сприяти поширенню плісняви.

### Ручні рішення
Ручні методи, такі як пилосос із фільтром HEPA, служать резервною копією для усунення плісняви за допомогою контролю навколишнього середовища. Пилососи HEPA мають повітряні фільтри, які не дозволяють плісняві знову поширюватися в повітрі. Встановлення вентиляторів для сушіння, витирання насухо книг і навколишніх меблів, а також повітроводів і полиць також допоможе запобігти подальшому зараженню. У крайніх випадках деякі книги та предмети викидаються, щоб захистити решту колекції від впливу. Ці заходи зі збереження здійснюються наявними бібліотечними працівниками або найнятими підрядниками.

### Зберігання
Правильне зберігання може бути ефективним у запобіганні розвитку плісняви. Зберігання матеріалів подалі від зовнішніх стін і вологих приміщень, таких як підвали, може зменшити ризик розвитку плісняви. Крім того, використання осушувачів може контролювати вологість усередині закритих контейнерів.

## Безпечне поводження
Правильне поводження з ураженими або пошкодженими матеріалами запобігає поширенню плісняви. Оскільки спори плісняви вивільняються в повітря, перед контактом з ураженими матеріалами рекомендується одягати респіратор, що відповідає вимогам NIOSH. Щоб захистити шкіру від контакту з пліснявою, необхідно надягати нітрилові рукавички. У крайньому випадку може знадобитися костюм, що закриває все тіло. Матеріали завжди слід обробляти на поверхні, яку можна очистити відбілювачем, або на нейтральних одноразових матеріалах, таких як недрукований газетний папір.

### Потенційні проблеми зі здоров'ям
Пліснява шкідлива для матеріалів і може спричинити проблеми зі здоров'ям людей. Коли бібліотечна колекція зазнає спалаху плісняви, необхідно вжити заходів, щоб забезпечити збереження матеріалів і міцне здоров'я залучених людей. Пліснява більш небезпечна для тих, хто має алергію або страждає на респіраторні проблеми, такі як астма. Деякі види плісняви можуть подразнювати інші частини тіла через тривалий вплив. У деяких випадках захисний одяг необхідний під час роботи з пліснявою в бібліотечних колекціях.

## Моніторинг
Спори плісняви завжди присутні в навколишньому середовищі, і за сприятливих умов пліснява з'являється. Регулярний моніторинг колекції шляхом візуального огляду та контролю навколишнього середовища є важливим для запобігання спалаху плісняви.
Пліснява залишає візуальну ознаку своєї присутності. Хоча пліснява може бути будь-якого кольору, сірі та чорні плями в поєднанні з затхлим запахом можуть вказувати на наявність цвілі. Книги з цими показниками можна виділити та впровадити кроки лікування. Книги в прилеглій зоні можна контролювати на випадок подальшого зараження. Наявність води або конденсату та пилу є іншими факторами, на які слід звернути увагу, які можуть сприяти розвитку плісняви. Регулярне очищення та перевірки допоможуть відстежити розвиток плісняви.
Контроль і регулярний моніторинг рівня температури і вологості є життєво важливими для запобігання розвитку плісняви. Рекомендації рекомендують підтримувати температуру в межах 65—70 °F (18—21 °C) і відносної вологості між 45 %-65 %. Системи HVAC можна використовувати та контролювати, щоб забезпечити підтримку цих рівнів. Значення температури та вологості можна систематично вимірювати та записувати, щоб документувати умови, попереджати про серйозні коливання та вказувати на функціональність систем клімат-контролю. Самі системи слід регулярно перевіряти на точність і функціональність.

## Лікування пошкодження цвіллю

### Хімічні обробки
Бібліотекарі, які займаються збереженням, використовують різні хімічні речовини, щоб запобігти росту спор плісняви. Регулярно використовуються такі хімічні сполуки, як етиленоксид, тимол і ортофенілфенол.
Діоксид хлору — хімічна речовина, яка набула популярності на початку 2000-х років через рівень безпеки для працівників бібліотек і відвідувачів. Ці хімічні речовини діють як ефективні спороциди в різноманітних бібліотечних установах. Вони наносяться на книги та полиці навколо, протираючи вручну або використовуючи пакети з хлором, які випускають хімікати в газоподібній формі в повітря.
Хімічна обробка часто використовується в закритих складських приміщеннях з невеликою циркуляцією повітря. Вони також використовуються для вирішення надзвичайних ситуацій, пов'язаних із спалахами плісняви, викликаними протіканням труб у будівлях. У 2000 році бібліотеки Університету Оклахоми провели оцінку впливу пакетів хлору на ріст цвілі. Паперові вироби, які піддавалися впливу речовини, показали нижчий загальний рівень рН, ніж вироби, які не були оброблені. Хоча довготерміновий вплив хімічної обробки на стійкість паперу та інших бібліотечних матеріалів не було задокументовано, бібліотеки використовують цей новий метод боротьби з пліснявою в стосах.

### Ліофільна сушка та ультрафіолетове світло
Ліофілізаційна сушка або вплив ультрафіолетового світла є іншими способами пригнічення росту плісняви, хоча вони не вбивають спори плісняви остаточно. Усунення плісняви за допомогою цих методів є складним через псування паперу, спричинене впливом світла з часом. Є також деякі види плісняви, які віддають перевагу більш низьким температурам. Заморожування та ультрафіолетове опромінення використовуються як тимчасові засоби для запобігання поширенню плісняви по бібліотечних та аріхвних колекціях.